# Virgilio Cabanellas Ferrer
Virgilio Cabanellas Ferrer (1873-1954) fue un militar español procedente del arma de caballería.

## Biografía
Cabanellas Ferrer nació en 1873, en el seno de una familia con larga tradición militar. Era hijo de Virgilio Cabanellas Tapia, oficial de infantería de marina, y Clara Ferrer Rittwagen. Uno de sus hermanos, Miguel, también era militar y tendría un papel destacado al comienzo de la guerra civil española.
El 30 de agosto de 1888 ingresó en la Academia de Infantería de Toledo. Tras licenciarse, fue enviado a distintos destinos hasta recalar en Marruecos, donde participaría en la guerra del Rif. En 1922 ya ostentaba el rango de coronel y mandaba una unidad de Cazadores de Tetuán. Cuatro años después ascendió a general de brigada. y en 1930 ascendió al rango de general de división. Poco después de proclamarse la Segunda República, fue nombrado comandante de la I División Orgánica.
En julio de 1936 seguía al mando de la I División Orgánica, que tenía su cabecera en la villa de Madrid y abarcaba las provincias de Badajoz, Madrid, Toledo, Ciudad Real, Cuenca y Guadalajara. También era jefe de la II Inspección General del Ejército. Tal y como ha señalado el historiador Guillermo Cabanellas, el general Virgilio Cabanellas era partícipe en la conspiración militar que pretendía derribar al gobierno de la República. Aunque Virgilio Cabanellas no llegó a unirse a la sublevación militar —a diferencia de lo que hizo su hermano Miguel, que sublevó la V División Orgánica de Zaragoza—, el 18 de julio el gobierno republicano lo destituyó del mando de la I División. Además, Virgilio Cabanellas causó baja en el Ejército, y pasó el resto de la contienda en prisión, hasta la entrada del Ejército franquista en Madrid en marzo de 1939.
Falleció en Madrid el 19 de octubre de 1954, ostentando entonces el rango de teniente general.

## Obras publicadas
- La táctica en Cuba, África y Filipinas y en todo país cubierto y accidentado: (sorpresas, emboscadas e impedimentas) ... Cartagena Imp. de J. Requena, 1895.
- La guerra en Cuba: exploración militar o la antorcha del ejército en campaña  Cartagena Imp. de J. Requena, 1895.
- La nueva guerra: (Exploración extrema) Servicio avanzado. Atalayas Volantes y reconocimientos militares.
- De la campaña de Yebala en 1924: Asedio y defensa de Xauen.